# Geofrey Massa
Geofrey Massa (* 19. Februar 1986 in Jinja) ist ein ugandischer ehemaliger Fußballspieler.

## Karriere

### Verein
Massa startete seine Karriere in seiner Geburtsstadt für die Nile Academy Jinja. Anschließend ging er für den Start seiner Seniorenkarriere im Frühjahr 2004 zum Nachbarverein Police FC und gab in der Saison 2004/05 sein Debüt. Nach nur einer Saison in der Ugandan Premier League kehrte er dem Verein den Rücken und wechselte im Sommer 2005 nach Ägypten zum dortigen Top-Verein Al-Masry. Massa spielte die nächsten zwei Spielzeiten für Al-Masry und wechselte 2007 in die The Egyptian Premier League, der zweithöchsten Ägyptischen Liga zu El Shams Club. Aufgrund anhaltender Verletzungen spielte er nur fünf Spiele, erzielte jedoch vier Tore für El Shams. Nach der Saison 2007/08 kehrte er Ägypten erstmals den Rücken und ging nach Südafrika zum National First Division Verein Jomo Cosmos. Bei Cosmos spielte Massa 14 Spiele und erzielte ein Tor, bevor er im Mai 2009 nach Ägypten zurückkehrte und bei Al-Masriya lil Itesalat unterschrieb. In Nasr City spielte er zwei Jahre für Itesalat, bevor er am Massa 14. September 2011 in die Telsim Super League nach Nord-Zypern zu Yenicami Ağdelen SK ging. In der Telsim Super League entwickelte er sich zum Leistungsträger und erzielte in 41 Spielen 40 Tore. Nach dieser Leistung kehrte er am 21. August 2013 nach zwei Jahren auf Nord-Zypern nach Südafrika zurück und unterschrieb für die University of Pretoria, wo er seither für die TUKS in der ABSA Premiership spielt.

### Nationalmannschaft
Massa gehört seit 2005 zum erweiterten Kader für die ugandische Fußballnationalmannschaft und absolvierte bislang 39 Länderspiele, in denen er 10 Tore erzielte.